# جيك روبنسون
جيك روبنسون (بالإنجليزية: Jake Robinson)‏ (23 أكتوبر 1986 ببرايتون في المملكة المتحدة - ) هو لاعب كرة قدم بريطاني في مركز الهجوم. لعب مع برايتون أند هوف ألبيون وشروزبري تاون ونادي توركي يونايتد ونادي لوتون تاون ونادي نورثامبتون تاون ونادي ألدرشوت تاون ونادي وايتهوك.

## وصلات خارجية
- جيك روبنسون على موقع قاعدة بيانات كرة القدم.إي يو (الإنجليزية)
- جيك روبنسون على موقع Soccerbase.com (لاعب) (الإنجليزية)
- جيك روبنسون على موقع Soccerway.com (الإنجليزية)